# Dušan Karpatský
Dušan Karpatský (ursprünglich: Dušan Rosenzweig; * 28. Februar 1935 in Trebišov, Tschechoslowakei; † 1. Februar 2017 in Prag, Tschechien) war ein tschechischer Slawist, Schriftsteller, Übersetzer, Literaturhistoriker und Literaturkritiker.

## Leben
Karpatský studierte von 1953 bis 1958 tschechische und serbokroatische Literatur an der philologischen Fakultät der Karls-Universität. Von 1958 bis 1970 arbeitete er als Lehrer und als Redakteur für den tschechoslowakischen Rundfunk und für die beiden Literaturmagazine Plamen und Sešity. Von 1966 bis 1967 und von 1969 bis 1970 war er Dozent für tschechische Sprache und Literatur an der Philosophischen Fakultät der Universität Zagreb.
Während der Normalisierung in den 1970er und 1980er Jahren publizierte er verschiedene Werke und Übersetzungen unter verschiedenen Pseudonymen. Von 1972 bis 1981 erhielt er vom kommunistischen Regime aus politischen Gründen Publikationsverbot. Während dieser schwierigen Zeit wurde Karpatský von seinen Freunden Jiří Fiedler, Leo Pavlát, Viktor Kudělka unterstützt, die ihn an der Anthologie Malý labyrint literatury beteiligten, die aufgrund der politischen Verhältnisse unter dem Namen Viktor Kudělka erschien, aber für Karpatský eine finanzielle Einnahmequelle bildete. Nach der Samtenen Revolution schloss er sich der Literární noviny an und arbeitete dort bis 1995.
Nach der Ermordung Fiedlers im Jahr 2014 schrieb Karpatský zusammen mit anderen ein Erinnerungsbuch über Jiří Fiedler: Archivist on a Bicycle: Jiří Fiedler.

## Bedeutung
Karpatský übersetzte mehr als 100 Werke aus der kroatischen, der serbischen, der bosnischen und der montenegrinischen Literatur ins Tschechische. Umgekehrt übersetzte er auch viele Werke der tschechischen und slowakischen Literatur und Poesie ins Kroatische und Serbische. Seine Korrespondenz mit kroatischen Schriftstellern veröffentlichte er auf Kroatisch und Tschechisch. Unter den von Karpatský übersetzten Autoren befinden sich Miroslav Krleža, Ranko Marinković, Ivan Aralica, Marija Jurić Zagorka, Jaroslav Seifert, František Halas, Vladimír Holan, Václav Havel und Jan Patočka.

## Preise und Anerkennung
1990 wurde Karpatský zum korrespondierenden Mitglied der Kroatischen Akademie der Wissenschaften und Künste gewählt.
Karpatský erhielt für seine Übersetzungsarbeit zahlreiche Auszeichnungen, darunter den Preis des serbischen PEN Zentrums, 1990 den Julia-Benešice-Preis des kroatischen Schriftstellerverbandes und 2001 den Danica-Hrvatska-Orden mit dem Bildnis von Marko Marulić. 2002 erhielt Karpatsky den Inina-Preis für die Förderung der kroatischen Kultur in der Welt für das Jahr 2001. 2008 wurde er als erster Träger des Matica-Hrvatska-Ljudevit-Jonka-Preises für außergewöhnliche Leistungen bei der Förderung der kroatischen Sprache und Literatur in der Welt ausgezeichnet. 2015, anlässlich seines 80. Geburtstages, erhielt er den Marija- und Stjepan-Radić-Preis der Kroatisch-Tschechischen Gesellschaft, deren Ehrenmitglied er war.

## Mitgliedschaften
Karpatský war Mitglied verschiedener Berufsverbände und Vereinigungen, darunter:
- im Tschechischen Zentrum des PEN-Clubs
- im Verband der Übersetzer
- im Schriftstellerverband
- in der Kroatischen Akademie der Wissenschaften und Künste, korrespondierendes Mitglied
- in der Gesellschaft kroatischer Literaturübersetzer, Ehrenmitglied
- im Slawischen Institut der Karls-Universität, Mitglied des Wissenschaftlichen Rates
- im Stiftungsfonds der Tschechischen Bibliothek, Mitglied des Verwaltungs- und Wissenschaftsausschusses[6]

## Werke (Auswahl)
- Listář. 2014, Torst, ISBN 978-80-7215-485-2.
- Labyrint literatury. zusammen mit Viktor Kudělka, 2008, Albatros (ČR), ISBN 978-80-00-02154-6.
- Koráb korálový. Übersetzungen kroatischer Poesie von Irena Wenigová, Luděk Kubišta, Jana Štroblová, Josef Hiršal, Milada Nedvědová, Dana Svobodová, 2007, Fori Prague, ISBN 978-80-239-9594-7.
- Lahůdky od Jadranu. 2002, NLN - Nakladatelství Lidové noviny, ISBN 80-7106-553-6.
- Nostalgická kuchařka, 1994, Český spisovatel
- Co se stalo na Kosovu rovném. 1990, Odeon, ISBN 80-207-0201-6.
- Jugoslávská kuchyně. 1988, Avicenum
- Snímky krajiny poezie. 1966, Československý spisovatel.